# Croatia Open Umag 2003 - Qualificazioni singolare
Le qualificazioni del singolare  del Croatia Open Umag 2003 sono state un torneo di tennis preliminare per accedere alla fase finale della manifestazione. I vincitori dell'ultimo turno sono entrati di diritto nel tabellone principale. In caso di ritiro di uno o più giocatori aventi diritto a questi sono subentrati i lucky loser, ossia i giocatori che hanno perso nell'ultimo turno ma che avevano una classifica più alta rispetto agli altri partecipanti che avevano comunque perso nel turno finale.
Le qualificazioni del torneo Croatia Open Umag 2003 prevedevano 32 partecipanti di cui 4 sono entrati nel tabellone principale.

## Teste di serie
1. Juan Antonio Marín (Qualificato)
2. Lovro Zovko (Qualificato)
3. Roko Karanušić (Qualificato)
4. Michal Mertiňák (Qualificato)

1. Didac Perez-Minarro (primo turno)
2. Saša Tuksar (ultimo turno)
3. Ladislav Švarc (ultimo turno)
4. Stefano Cobolli (secondo turno)

## Qualificati
1. Juan Antonio Marín
2. Lovro Zovko

1. Roko Karanušić
2. Michal Mertiňák

## Tabellone

### Legenda
| - Q = Qualificato - WC = Wild card - LL = Lucky loser | - ALT = Alternate - SE = Special Exempt - PR = Protected Ranking | - w/o = Walkover - r = Ritirato - d = Squalificato |

### Sezione 1
|  | Primo turno      | Primo turno         | Primo turno         | Primo turno | Primo turno |  |  | Secondo turno  | Secondo turno      | Secondo turno      | Secondo turno  | Secondo turno  |    |   | Ultimo turno | Ultimo turno       | Ultimo turno       | Ultimo turno | Ultimo turno |  |
|  |                  |                     |                     |             |             |  |  |                |                    |                    |                |                |    |   |              |                    |                    |              |              |  |
|  | 1                | Juan Antonio Marín  | Juan Antonio Marín  | 6           | 6           |  |  |                |                    |                    |                |                |    |   |              |                    |                    |              |              |  |
|  |                  | Robert Loncaric     | Robert Loncaric     | 0           | 0           |  |  | 1              | Juan Antonio Marín | Juan Antonio Marín | 6              | 6              |    |   |              |                    |                    |              |              |  |
|  | Andreas Fasching | Andreas Fasching    | Andreas Fasching    | 6           | 6           |  |  |                | Andreas Fasching   | Andreas Fasching   | 1              | 1              |    |   |              |                    |                    |              |              |  |
|  | Adem Selman      | Adem Selman         | Adem Selman         | 1           | 1           |  |  |                |                    |                    |                |                |    |   | 1            | Juan Antonio Marín | Juan Antonio Marín | 7            | 6            |  |
|  | Ivan Cinkus      | Ivan Cinkus         | 6                   | 1           | 6           |  |  |                |                    |                    | Peter Capkovic | Peter Capkovic | 62 | 4 |              |                    |                    |              |              |  |
|  | Albert Loncaric  | Albert Loncaric     | 3                   | 6           | 4           |  |  | Ivan Cinkus    | Ivan Cinkus        | 6                  | 1              | 1              |    |   |              |                    |                    |              |              |  |
|  |                  | Peter Capkovic      | Peter Capkovic      | 6           | 6           |  |  | Peter Capkovic | Peter Capkovic     | 4                  | 6              | 6              |    |   |              |                    |                    |              |              |  |
|  | 5                | Didac Perez-Minarro | Didac Perez-Minarro | 2           | 2           |  |  |                |                    |                    |                |                |    |   |              |                    |                    |              |              |  |

### Sezione 2
|  | Primo turno       | Primo turno       | Primo turno       | Primo turno | Primo turno |  |  | Secondo turno | Secondo turno     | Secondo turno     | Secondo turno     | Secondo turno     |   |   | Ultimo turno | Ultimo turno | Ultimo turno | Ultimo turno | Ultimo turno |  |
|  |                   |                   |                   |             |             |  |  |               |                   |                   |                   |                   |   |   |              |              |              |              |              |  |
|  | 2                 | Lovro Zovko       | Lovro Zovko       | 6           | 6           |  |  |               |                   |                   |                   |                   |   |   |              |              |              |              |              |  |
|  |                   | Ivan Stelko       | Ivan Stelko       | 3           | 1           |  |  | 2             | Lovro Zovko       | 3                 | 7                 | 6                 |   |   |              |              |              |              |              |  |
|  | Patrick Schmolzer | Patrick Schmolzer | Patrick Schmolzer | 6           | 6           |  |  |               | Patrick Schmolzer | 6                 | 5                 | 1                 |   |   |              |              |              |              |              |  |
|  | Goran Belosevic   | Goran Belosevic   | Goran Belosevic   | 3           | 1           |  |  |               |                   |                   |                   |                   |   |   | 2            | Lovro Zovko  | Lovro Zovko  | 6            | 6            |  |
|  | Aleksander Slovic | Aleksander Slovic | Aleksander Slovic | 6           | 6           |  |  |               |                   |                   | Aleksander Slovic | Aleksander Slovic | 4 | 4 |              |              |              |              |              |  |
|  | Matjaz Pogacnik   | Matjaz Pogacnik   | Matjaz Pogacnik   | 4           | 1           |  |  |               | Aleksander Slovic | Aleksander Slovic | 6                 | 6                 |   |   |              |              |              |              |              |  |
|  | 8                 | Stefano Cobolli   | 3                 | 6           | 6           |  |  | 8             | Stefano Cobolli   | Stefano Cobolli   | 1                 | 4                 |   |   |              |              |              |              |              |  |
|  |                   | Tomislav Perić    | 6                 | 3           | 4           |  |  |               |                   |                   |                   |                   |   |   |              |              |              |              |              |  |

### Sezione 3
|  | Primo turno       | Primo turno       | Primo turno    | Primo turno | Primo turno |  |  | Secondo turno | Secondo turno     | Secondo turno | Secondo turno | Secondo turno |    |   | Ultimo turno | Ultimo turno   | Ultimo turno   | Ultimo turno | Ultimo turno |  |
|  |                   |                   |                |             |             |  |  |               |                   |               |               |               |    |   |              |                |                |              |              |  |
|  | 3                 | Roko Karanušić    | Roko Karanušić | 7           | 6           |  |  |               |                   |               |               |               |    |   |              |                |                |              |              |  |
|  |                   | Bosko Simundza    | Bosko Simundza | 5           | 4           |  |  | 3             | Roko Karanušić    | 3             | 6             | 6             |    |   |              |                |                |              |              |  |
|  | Konstantin Gruber | Konstantin Gruber | 6              | 2           | 6           |  |  |               | Konstantin Gruber | 6             | 2             | 1             |    |   |              |                |                |              |              |  |
|  | Christian Magg    | Christian Magg    | 4              | 6           | 4           |  |  |               |                   |               |               |               |    |   | 3            | Roko Karanušić | Roko Karanušić | 7            | 6            |  |
|  | Kresimir Ritz     | Kresimir Ritz     | Kresimir Ritz  | 7           | 6           |  |  |               |                   | 6             | Saša Tuksar   | Saša Tuksar   | 65 | 0 |              |                |                |              |              |  |
|  | Andrej Bizjak     | Andrej Bizjak     | Andrej Bizjak  | 5           | 4           |  |  |               | Kresimir Ritz     | Kresimir Ritz | 2             | 2             |    |   |              |                |                |              |              |  |
|  | 6                 | Saša Tuksar       | Saša Tuksar    | 6           | 6           |  |  | 6             | Saša Tuksar       | Saša Tuksar   | 6             | 6             |    |   |              |                |                |              |              |  |
|  |                   | Ivor Lovrak       | Ivor Lovrak    | 3           | 0           |  |  |               |                   |               |               |               |    |   |              |                |                |              |              |  |

### Sezione 4
|  | Primo turno   | Primo turno         | Primo turno         | Primo turno | Primo turno |  |  | Secondo turno | Secondo turno   | Secondo turno   | Secondo turno  | Secondo turno |   |   | Ultimo turno | Ultimo turno    | Ultimo turno | Ultimo turno | Ultimo turno |  |
|  |               |                     |                     |             |             |  |  |               |                 |                 |                |               |   |   |              |                 |              |              |              |  |
|  | 4             | Michal Mertiňák     | Michal Mertiňák     | 6           | 6           |  |  |               |                 |                 |                |               |   |   |              |                 |              |              |              |  |
|  |               | Ivan Cerović        | Ivan Cerović        | 4           | 3           |  |  | 4             | Michal Mertiňák | Michal Mertiňák | 6              | 6             |   |   |              |                 |              |              |              |  |
|  | Marko Tkalec  | Marko Tkalec        | Marko Tkalec        | 7           | 7           |  |  |               | Marko Tkalec    | Marko Tkalec    | 2              | 4             |   |   |              |                 |              |              |              |  |
|  | Josko Topic   | Josko Topic         | Josko Topic         | 5           | 5           |  |  |               |                 |                 |                |               |   |   | 4            | Michal Mertiňák | 6            | 4            | 6            |  |
|  | Bora Celiscak | Bora Celiscak       | Bora Celiscak       | 6           | 6           |  |  |               |                 | 7               | Ladislav Švarc | 4             | 6 | 1 |              |                 |              |              |              |  |
|  | Matija Zgaga  | Matija Zgaga        | Matija Zgaga        | 2           | 1           |  |  |               | Bora Celiscak   | Bora Celiscak   | 4              | 0             |   |   |              |                 |              |              |              |  |
|  | 7             | Ladislav Švarc      | Ladislav Švarc      | 6           | 6           |  |  | 7             | Ladislav Švarc  | Ladislav Švarc  | 6              | 6             |   |   |              |                 |              |              |              |  |
|  |               | Kristijan Schneider | Kristijan Schneider | 1           | 2           |  |  |               |                 |                 |                |               |   |   |              |                 |              |              |              |  |